# Svetlana Boiko
Svetlana Anatolevna Boiko (em russo: Светлана Анатольевна Бойко; Rostov do Don, 13 de abril de 1972) é uma ex-esgrimista russa-soviética de florete. Integrou a equipe russa campeão olímpica dos Jogos de 2008. No âmbito mundial e continental, obteve inúmeras medalhas. Por sua colaboração, foi condecorada com a Ordem da Amizade e também recebeu o título de Mestre Homenageada de Esporte.

## Carreira

### Jogos Olímpicos
Boiko participou de quatro edições de Jogos Olímpicos. Estreou no evento de Atlanta, em 1996, pelo individual. Na ocasião, a atleta se qualificou diretamente na segunda rodada, na qual foi derrotada pela romena Roxana Scarlat. Alguns dias depois, integrou a equipe nacional que estrearia eliminando a Argentina; contudo, as russas foram superadas pelas romenas nas quartas de final. Quatro anos depois, Boiko retornou a ser eliminada na segunda rodada, desta vez pela polaca Magdalena Mroczkiewicz. Já no evento por equipes o roteiro foi semelhante; a equipe da Rússia foi eliminada pela Alemanha. Em 2004, participou somente do torneio individual e, pela terceira vez, foi derrotada na segunda rodada num revés diante de Gabriella Varga, da Hungria.
Os Jogos Olímpicos de 2008, sediado em Pequim, foi a última participação de Boiko na competição. Na ocasião, integrou a equipe nacional e não atuou contra as chinesas na partida inaugural. Nas semifinais, obteve dois triunfos contra as italianas no confronto vencido por um toque. Na decisão, obteve três triunfos contra as norte-americanas, colaborando com a conquista da medalha de ouro.

### Campeonato Mundial
Em campeonatos mundiais, Boiko conquistou quatro medalhas de ouro, três de prata e uma de bronze.